# Pingasa venusta
Pingasa venusta là một loài bướm đêm trong họ Geometridae.